# Ropica sechellarum
Ropica sechellarum là một loài bọ cánh cứng trong họ Cerambycidae.